# Platyrrhacus sanguineus
Platyrrhacus sanguineus är en mångfotingart som först beskrevs av Pocock 1897.  Platyrrhacus sanguineus ingår i släktet Platyrrhacus och familjen Platyrhacidae. Inga underarter finns listade i Catalogue of Life.